# Strontium Dog: The Killing
Pour les articles homonymes, voir Strontium Dog (homonymie).
Strontium Dog: The Killing est un jeu d'action en deux dimensions développé par Channel 8 Software et édité par Quicksilva sur ZX Spectrum en 1984. C'est une adaptation du comics Strontium Dog,,.

## Système de jeu
Strontium Dog: The Killing est un jeu d'action en deux dimensions.